# Prisoner’s Daughter
Prisoner’s Daughter es una película estadounidense de drama de 2022, dirigida por Catherine Hardwicke, escrita por Mark Bacci, musicalizada por Nora Kroll-Rosenbaum, en la fotografía estuvo Noah Greenberg y los protagonistas son Kate Beckinsale, Brian Cox y Ernie Hudson, entre otros. El filme fue realizado por Oakhurst Entertainment, Capstone Studios y Great Point Media; se estrenó el 14 de septiembre de 2022.

## Sinopsis
Trata acerca de un padre que pelea por el amor de su hija y su nieto, después de haber pasado doce años de su vida en la cárcel.